# Lenny Permana
Lenny Permana (* 1. August 1975 in Magelang) ist eine australische Badmintonspielerin indonesischer Herkunft.

## Karriere
Lenny Permana nahm 2004 an Olympia teil. Sie startete dabei im Dameneinzel und unterlag in der ersten Runde. 2001 und 2002 hatte sie, noch für Indonesien startend, die Australian Open gewonnen. Ein Jahr später siegte sie dort für Australien und gewann auch die Fiji International.

## Sportliche Erfolge
| Saison | Veranstaltung          | Disziplin   | Platz | Name                         |
| ------ | ---------------------- | ----------- | ----- | ---------------------------- |
| 2001   | Australian Open        | Dameneinzel | 1     | Lenny Permana                |
| 2001   | Auckland International | Dameneinzel | 1     | Lenny Permana                |
| 2002   | Australian Open        | Dameneinzel | 1     | Lenny Permana                |
| 2003   | Fiji International     | Damendoppel | 1     | Lenny Permana / Kellie Lucas |
| 2003   | Fiji International     | Dameneinzel | 1     | Lenny Permana                |
| 2003   | Australian Open        | Dameneinzel | 2     | Lenny Permana                |
| 2004   | Olympia                | Dameneinzel | 17    | Lenny Permana                |
| 2004   | Ballarat International | Dameneinzel | 1     | Lenny Permana                |